# Julius Semler
Julius Semler (onbekend- Roskilde, juli 1856) was een Deens violist en speelde in 1845 in Det Kongelige Kapel. Een van zijn leerlingen was Valdemar Tofte.